# Emfisema
L'emfisema és la presència anormal d'aire i de gas en els òrgans que normalment no en contenen. En el cas dels pulmons, es parla d'emfisema quan augmenta el volum d'aire a l'interior.

## Tipus d'emfisemes
- Emfisema pulmonar
- Emfisema subcutani
- Emfisema del cec
- Emfisema mediastínic